# Mathonville
Mathonville est une commune française située dans le département de la Seine-Maritime en région Normandie.

## Géographie

### Communes limitrophes
| Neufbosc    | Sainte-Geneviève     | Sommery     |
| Montérolier | Mathonville          | Bosc-Bordel |
|             | Bosc-Roger-sur-Buchy |             |

### Hydrographie
La commune est située dans le bassin Seine-Normandie. Elle n'est drainée par aucun cours d'eau,.

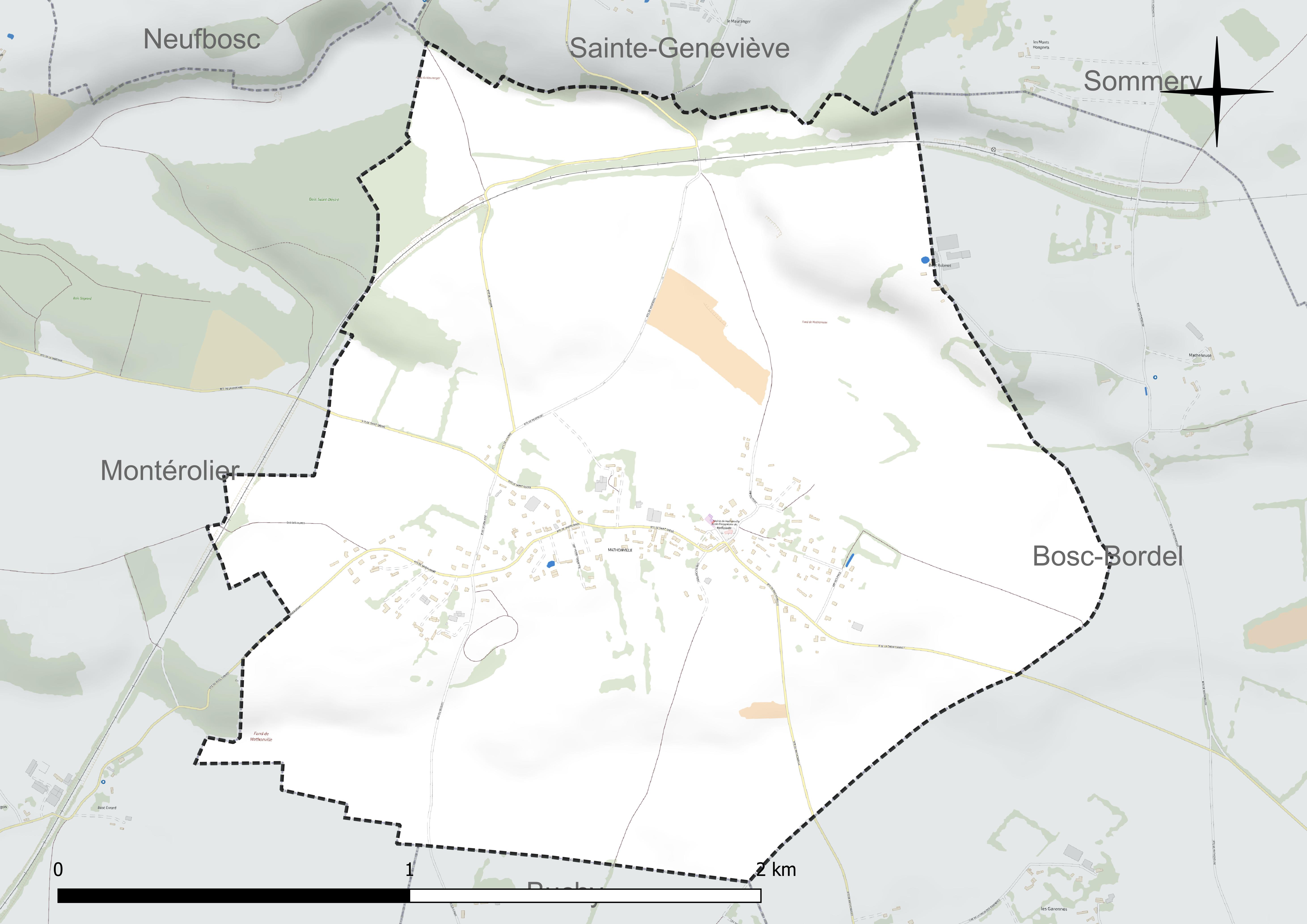
Réseau hydrographique de Mathonville.

### Climat
Pour des articles plus généraux, voir Climat de la Normandie et Climat de la Seine-Maritime.
En 2010, le climat de la commune est de type climat océanique altéré, selon une étude du CNRS s'appuyant sur une série de données couvrant la période 1971-2000. En 2020, Météo-France publie une typologie des climats de la France métropolitaine dans laquelle la commune est exposée à un climat océanique et est dans la région climatique Côtes de la Manche orientale, caractérisée par un faible ensoleillement (1 550 h/an) ; forte humidité de l’air (plus de 20 h/jour avec humidité relative > 80 % en hiver), vents forts fréquents. Parallèlement le GIEC normand, un groupe régional d’experts sur le climat, différencie quant à lui, dans une étude de 2020, trois grands types de climats pour la région Normandie, nuancés à une échelle plus fine par les facteurs géographiques locaux. La commune est, selon ce zonage, exposée à un « climat contrasté des collines », correspondant au Pays de Bray, bien arrosé et frais.
Pour la période 1971-2000, la température annuelle moyenne est de 9,8 °C, avec une amplitude thermique annuelle de 15,1 °C. Le cumul annuel moyen de précipitations est de 889 mm, avec 13,8 jours de précipitations en janvier et 9 jours en juillet. Pour la période 1991-2020, la température moyenne annuelle observée sur la station météorologique la plus proche, située sur la commune de Forges-les-Eaux à 12 km à vol d'oiseau, est de 10,7 °C et le cumul annuel moyen de précipitations est de 860,1 mm,. Pour l'avenir, les paramètres climatiques de la commune estimés pour 2050 selon différents scénarios d’émission de gaz à effet de serre sont consultables sur un site dédié publié par Météo-France en novembre 2022.

## Urbanisme

### Typologie
Au 1er janvier 2024, Mathonville est catégorisée commune rurale à habitat dispersé, selon la nouvelle grille communale de densité à sept niveaux définie par l'Insee en 2022.
Elle est située hors unité urbaine. Par ailleurs la commune fait partie de l'aire d'attraction de Rouen, dont elle est une commune de la couronne,. Cette aire, qui regroupe 317 communes, est catégorisée dans les aires de 200 000 à moins de 700 000 habitants,.

### Occupation des sols
L'occupation des sols de la commune, telle qu'elle ressort de la base de données européenne d’occupation biophysique des sols Corine Land Cover (CLC), est marquée par l'importance des territoires agricoles (97,5 % en 2018), une proportion identique à celle de 1990 (97,5 %). La répartition détaillée en 2018 est la suivante : 
terres arables (63 %), zones agricoles hétérogènes (21,7 %), prairies (12,8 %), forêts (2,5 %). L'évolution de l’occupation des sols de la commune et de ses infrastructures peut être observée sur les différentes représentations cartographiques du territoire : la carte de Cassini (XVIIIe siècle), la carte d'état-major (1820-1866) et les cartes ou photos aériennes de l'IGN pour la période actuelle (1950 à aujourd'hui).

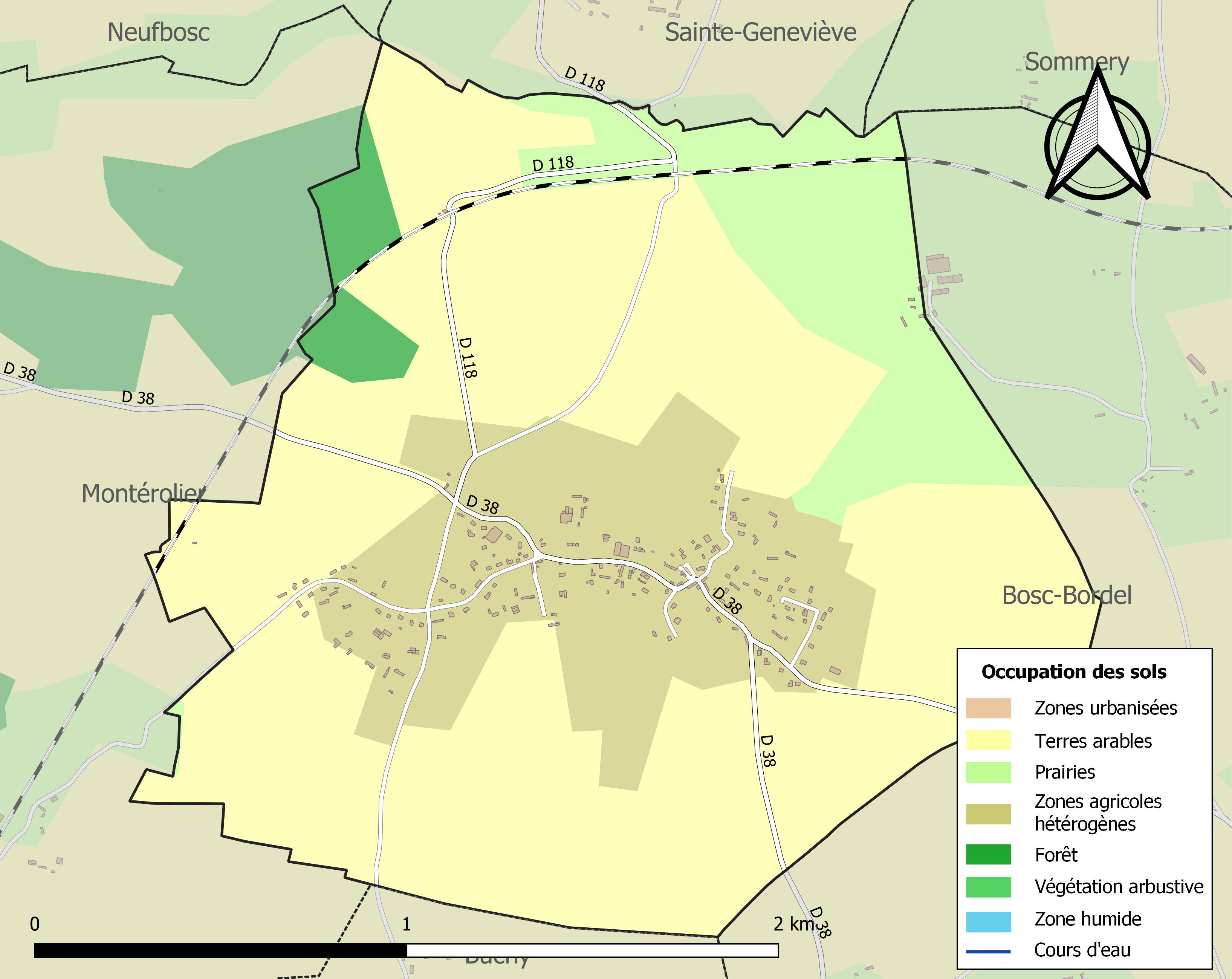
Carte des infrastructures et de l'occupation des sols de la commune en 2018 (CLC).

## Toponymie
Le nom de la localité est attesté sous les formes Matovillam en 1228, Matonvilla vers 1240.

## Politique et administration
| Période                                  | Période                       | Identité           | Étiquette | Qualité                                        |
| ---------------------------------------- | ----------------------------- | ------------------ | --------- | ---------------------------------------------- |
| Les données manquantes sont à compléter. |                               |                    |           |                                                |
| mars 2001                                | juillet 2020                  | Patrick Guerard    |           |                                                |
| juillet 2020                             | En cours (au 23 juillet 2020) | Jean-Jacques Ponty |           | Responsable technique dans les travaux publics |

## Démographie
L'évolution du nombre d'habitants est connue à travers les recensements de la population effectués dans la commune depuis 1793. Pour les communes de moins de 10 000 habitants, une enquête de recensement portant sur toute la population est réalisée tous les cinq ans, les populations de référence des années intermédiaires étant quant à elles estimées par interpolation ou extrapolation. Pour la commune, le premier recensement exhaustif entrant dans le cadre du nouveau dispositif a été réalisé en 2008.

En 2022, la commune comptait 339 habitants, en évolution de +6,6 % par rapport à 2016 (Seine-Maritime : +0,35 %, France hors Mayotte : +2,11 %).
| 1793 | 1800 | 1806 | 1821 | 1831 | 1836 | 1841 | 1846 | 1851 |
| ---- | ---- | ---- | ---- | ---- | ---- | ---- | ---- | ---- |
| 186  | 167  | 188  | 205  | 220  | 221  | 204  | 203  | 206  |

| 1856 | 1861 | 1866 | 1872 | 1876 | 1881 | 1886 | 1891 | 1896 |
| ---- | ---- | ---- | ---- | ---- | ---- | ---- | ---- | ---- |
| 208  | 204  | 207  | 200  | 200  | 193  | 178  | 183  | 173  |

| 1901 | 1906 | 1911 | 1921 | 1926 | 1931 | 1936 | 1946 | 1954 |
| ---- | ---- | ---- | ---- | ---- | ---- | ---- | ---- | ---- |
| 169  | 153  | 158  | 118  | 151  | 150  | 133  | 150  | 126  |

| 1962 | 1968 | 1975 | 1982 | 1990 | 1999 | 2006 | 2008 | 2013 |
| ---- | ---- | ---- | ---- | ---- | ---- | ---- | ---- | ---- |
| 112  | 110  | 139  | 137  | 154  | 174  | 221  | 235  | 309  |

| 2018 | 2022 | - | - | - | - | - | - | - |
| ---- | ---- | - | - | - | - | - | - | - |
| 319  | 339  | - | - | - | - | - | - | - |

## Culture locale et patrimoine

### Lieux et monuments
- Église Saint-Vaast.
- La commune a la particularité de ne posséder aucun monument aux morts.

### Personnalités liées à la commune
- Thierry de Mathonville († 1058), abbé de Saint-Évroult.
- Jean de Grouchy, marié avec Antoinette Roussel des Noyer de Mathonville et de Saint-Martin-le-Blanc.
- Nicolas de Grouchy, seigneur de Mathonville, promu avocat du roi à Neufchâtel-en-Bray, charge rendue vacante par la mort de maître Jacques le Carpentier.
- Perceval de Grouchy, avocat du roi à Neufchâtel-en-Bray, épousa Barbe de Carpentin d'Abbeville le 1er octobre 1567 qui mourut le 25 décembre 1586.

### Héraldique
| Blason de Mathonville | Blason  | Coupé : au 1er parti au I de gueules à deux léopard d'or, armés et lampassés d'azur l'un au-dessus de l'autre, au II de sinople à un masque de loup d'or, au 2d d'or fretté d'azur à une volute de crosse d'argent brochante. |
| Blason de Mathonville | Détails | Les deux léopards d'or sur champ de gueules rappellent les armes de la Normandie. Le loup est attribut de saint Vaast, patron de la paroisse locale, sur fond vert, représentant l'agriculture. Le second coupé est aux armes de la famille de Grouchy, auxquelles fut ajoutée un crosseron, faisant référence à l'abbé Thierry de Mathonville. Adopté en 2022. |